# Rhytidoponera cornuta
Rhytidoponera cornuta é uma espécie de formiga do gênero Rhytidoponera.